# 胃石

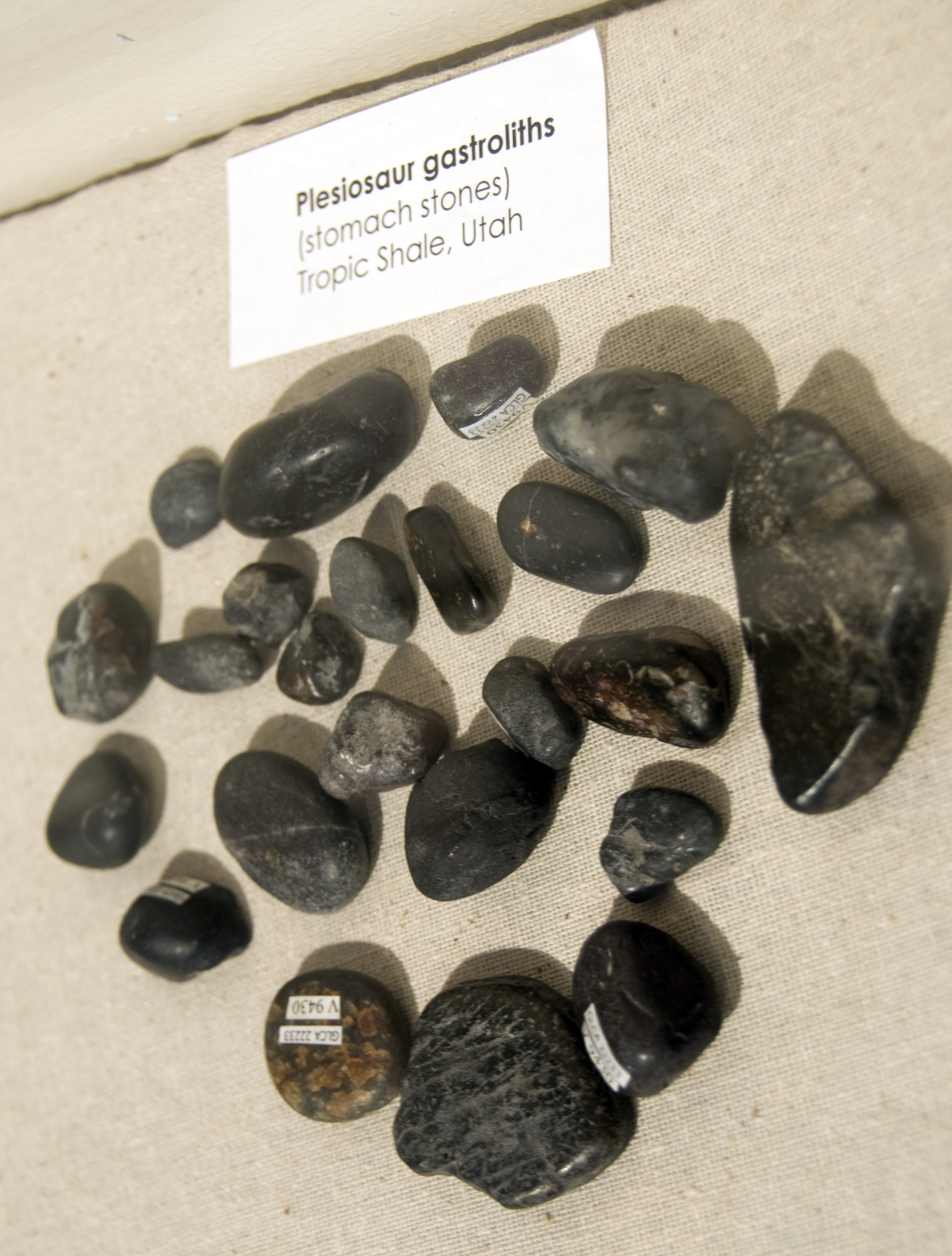
ユタ州の頁岩から発見された首長竜の胃石。

胃石（いせき、英: gastrolith）は、動物が消化管内に持つ石である。英語での語源は、ギリシア語の gastro-（胃）と lithos（石）。
正常な生理の範疇でない、消化器内に結石を生じる疾患（ベゾアール）も胃石と呼ばれる。

## 脊椎動物
一部の脊椎動物は、飲み込んだ石を胃石とし、食物を磨り潰して消化の助けとしている。また、水棲動物の場合は体重の調整にも使う。

### 胃石を持つ脊椎動物
現生の脊椎動物では、胃石はアザラシ、アシカ、ワニ類、草食性の鳥類に広く見られる。トカゲは一般に体が小型であるため大型の胃石を持たないが、鳥類の砂肝同様に砂を胃石と同じ役割で持つ。
絶滅した非鳥類型恐竜にも胃石を持つものがおり、獣脚類・竜脚形類・角竜類の一部に確認されている。日本では、福井県立恐竜博物館による2007年度の発掘調査においてフクイティタンの胃石が発見されており、これが日本国内で最初の発見例である。胃石は首長竜でも日本国内外問わず報告されている。

### 胃石の機能
食物をすり潰すのに適した歯を持たない動物は、胃石を砂嚢の中に保持して咀嚼に替える。
なお、ワニは消化の促進以外にも浮力の調整の役割でも胃石を利用する。ワニと同じく水棲生物である首長竜もまた、浮力やバランスの調整のために胃石を利用していたとする見解がある。

### 胃石の特徴
胃石の大きさはそれを持つ動物の大きさによって、またその食性によって異なる。小は砂程度のものから大は大礫以上のものまでが発見されている。恐竜の胃石は、合計数キログラムにも及ぶことがある。またダチョウが飲み込む石は、時に長さ10センチメートルを越える。
化石の胃石は磨かれて丸みを帯びる一方、現生の鳥類の胃石は全く擦られていない。

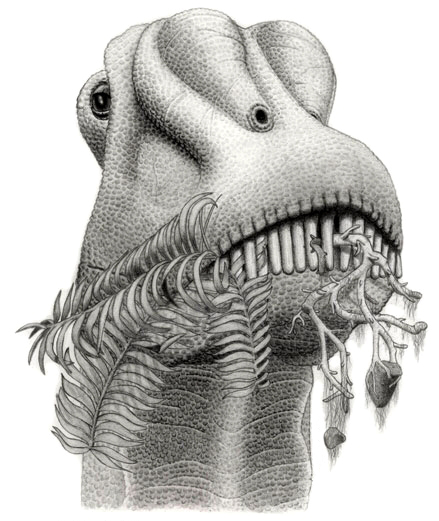
ディプロドクス。胃石を持つ動物である。

ふつう地質学の分野では、複数の根拠が無い限り、恐竜化石と共に見つかる岩石が消化を助けるためのものだとは認められない。第一に、その岩石は周辺の地質と相容れないものである必要がある。第二に、その岩石は擦られて丸くなっていなくてはならない。第三に、その岩石の見つかる場所が恐竜の消化器（のあった所）でなくてはならない。ただしホイットル（C. Whittle）は走査型電子顕微鏡を用いて胃石の表面パターンを分析する手法を開発している（1988、9年）。
ユタ州中部の白亜紀初期の地層には、丸くなった赤や黒のチャートが極めてよく見られるが、その一部は胃石なのであろう。胃石は、英語ではしばしば Morrison stones（モリスンの石）と呼ばれるが、これは胃石がモリスン群層（Morrison Formation；コロラド州の町モリスンに因む。ジュラ紀後期の地層）からよく見つかることが理由である。珪化木で出来た胃石もある。

## 甲殻類

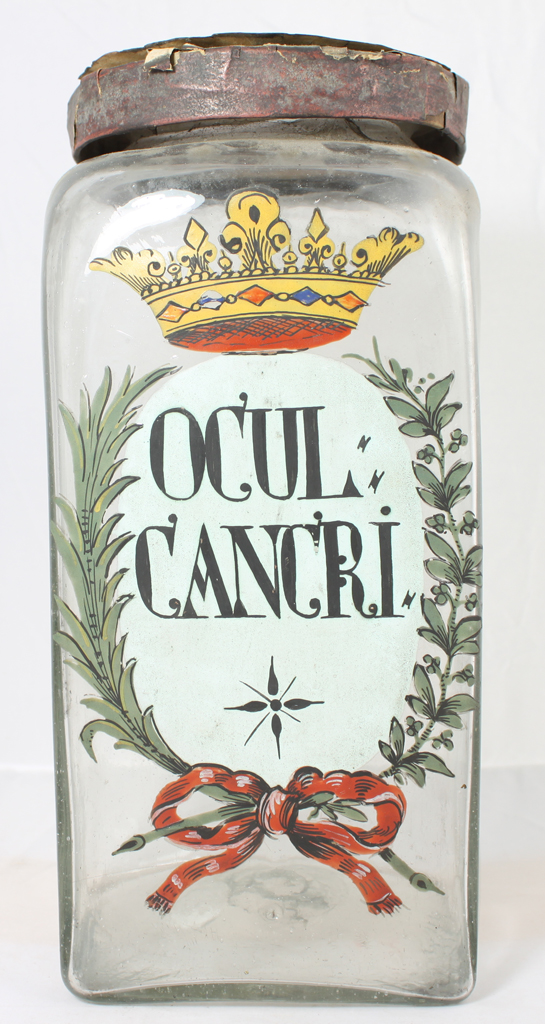
「オクリカンキリ」と書かれた薬瓶

甲殻類の胃石は、体内で析出した炭酸カルシウムである。脱皮中のカルシウムのストックとして利用される。

### 胃石の機能
甲殻類は、脱皮の前に殻（外骨格）のカルシウムをカルシウムイオンとして血中に回収し、胃の中に、左右1対の炭酸カルシウムの丸石ないし円盤として析出させる。胃石は脱皮後数日で血液に再吸収され、含まれていたカルシウムは新しい殻で石灰化する。
甲殻類は脱皮後に脱いだ殻を食べ、この行為によってもカルシウムを補給するとも言われる。しかし、ザリガニを使った実験では、脱いだ殻にカルシウムは含まれておらず、この行為でカルシウムは補給されない。
胃石は特に淡水産甲殻類（たとえばザリガニ、アカテガニ、ベンケイガニ）で発達する。海産甲殻類の場合、海水に溶けているカルシウムイオンを利用できるからである。

### 人間による利用
ザリガニの胃石は、かつてラテン語でオクリ・カンクリ oculi cancri（カニの目）、あるいは江戸時代の日本では転訛し「オクリカンキリ」と呼ばれた。万能薬、とりわけ眼病や肺病・泌尿器病の薬として珍重された。

## 参考資料
- Whittle, C. (1989). On the Origins of Gastroliths: Determining the Weathering Environment of Rounded and Polished Stones by Scanning Electron Microscope Analysis. Geological Society of America Bulletin 51:5.
- Whittle, C. (1988). On the Origins of Gastroliths. Journal of Vertebrate Paleontology, Supplement to 3:28.
- Wings, Oliver (2003): Observations on the Release of Gastroliths from Ostrich Chick Carcasses in Terrestrial and Aquatic Environments. Journal of Taphonomy 1(2): 97-103. PDF fulltext
- Darby, D.G. and Ojakangas, J. (1980). Gastroliths from an Upper Cretaceous Plesiosaur. J. of Paleontology 54:3